# EVOL
EVOL är ett musikalbum av Sonic Youth som släpptes år 1986. Albumet spelades in under mars samma år som det släpptes och producerades av bandet själva. Skivan släpptes på SST Records.

## Låtlista
1. Tom Violence
2. Shadow of a Doubt
3. Star Power
4. In the Kingdom #19
5. Green Light
6. Death to Our Friends
7. Secret Girls
8. Marilyn Moore
9. Expressway to Yr. Skull
10. Bubblegum